# アントニー・ザイコフスキー
アントニー・ザイコフスキー（Antoni Zajkowski　1948年8月5日 - ）はポーランドのヴァルミア＝マズールィ県出身の柔道選手。階級は軽中量級。身長170cm。73kg。

## 人物
1971年の世界選手権では3位となった。1972年ミュンヘンオリンピックでは準決勝で東ドイツのディートマール・ヘトガーを破るが、決勝では野村豊和に開始27秒の一本背負投で敗れたものの銀メダルを獲得した。1973年のフランス国際では優勝を飾った。

## 主な戦績
- 1968年 - ポーランド国際　3位
- 1969年 - ポーランド国際　3位
- 1969年 - ヨーロッパ選手権　2位
- 1970年 - ポーランド国際　優勝
- 1971年 - ポーランド国際　優勝
- 1971年 - ヨーロッパ選手権　2位
- 1971年 - ブルガリア国際　優勝
- 1971年 - 世界選手権　3位
- 1972年 - 世界学生　2位
- 1972年 - ポーランド国際　3位
- 1972年 - ミュンヘンオリンピック　2位
- 1973年 - フランス国際　優勝
- 1974年 - フランス国際　3位
- 1974年 - ポーランド国際　2位
- 1975年 - ポーランド国際　2位